# NGC 5076
NGC 5076 este o galaxie lenticulară situată în constelația Fecioara. A fost descoperită în 11 mai 1784 de către William Herschel. Se află la o distanță de 43,23 de megaparseci de Pământ.